# 傅仲濤
傅仲濤（?—?），貴州省貴陽府人，清朝政治人物、同進士出身。
光緒十八年（1892年），参加光緒壬辰科殿試，登進士三甲139名。同年五月，著交吏部掣签分发各省，以知县即用